# Supercoupe du Japon de football 1998
Navigation
Édition précédente Édition suivante
L'édition 1998 de la Supercoupe du Japon est la 5e de la Supercoupe du Japon et se déroule le 14 mars 1998 au Stade olympique national à Tokyo au Japon.
Les règles du match sont les suivantes : la durée de la rencontre est de 90 minutes, puis, en cas de match nul, les deux équipes se départageront directement lors d'une séance de tirs au but.
Le match oppose le Júbilo Iwata, vainqueur de la J League 1997, face au Kashima Antlers, vainqueur de la Coupe du Japon 1997.

## Feuille de match
| Iwata ·       |                       |     |
| Titulaires :  |                       |     |
|               |                       |     |
| 01            | Yushi Ozaki           |     |
| 02            | Adílson Batista       |     |
| 03            | Makoto Tanaka         |     |
| 04            | Toshihiro Hattori     |     |
| 05            | Takashi Fukunishi     |     |
| 06            | Toshiya Fujita        |     |
| 07            | Daisuke Oku           |     |
| 08            | Hiroshi Nanami        |     |
| 09            | Akira Konno           | 69e |
| 10            | Alessandro Cambalhota |     |
| 11            | Masashi Nakayama      | 85e |
|               |                       |     |
| Entraîneur :  |                       |     |
| Valmir Louruz |                       |     |

| Kashima ·    |                    |     |
| Titulaires : |                    |     |
|              |                    |     |
| 01           | Masaaki Furukawa   |     |
| 02           | Yutaka Akita       |     |
| 03           | Ryosuke Okuno      |     |
| 04           | Naoki Soma         |     |
| 05           | Akira Narahashi    |     |
| 06           | Koji Kumagai       |     |
| 07           | Yasuto Honda       |     |
| 08           | Tadatoshi Masuda   |     |
| 09           | Bismarck           | 69e |
| 10           | Yoshiyuki Hasegawa |     |
| 11           | Atsushi Yanagisawa | 85e |
|              |                    |     |
| Entraîneur : |                    |     |
| João Carlos  |                    |     |

| Iwata ·       |                       |     |
| Titulaires :  |                       |     |
|               |                       |     |
| 01            | Yushi Ozaki           |     |
| 02            | Adílson Batista       |     |
| 03            | Makoto Tanaka         |     |
| 04            | Toshihiro Hattori     |     |
| 05            | Takashi Fukunishi     |     |
| 06            | Toshiya Fujita        |     |
| 07            | Daisuke Oku           |     |
| 08            | Hiroshi Nanami        |     |
| 09            | Akira Konno           | 69e |
| 10            | Alessandro Cambalhota |     |
| 11            | Masashi Nakayama      | 85e |
|               |                       |     |
| Entraîneur :  |                       |     |
| Valmir Louruz |                       |     |

| Kashima ·    |                    |     |
| Titulaires : |                    |     |
|              |                    |     |
| 01           | Masaaki Furukawa   |     |
| 02           | Yutaka Akita       |     |
| 03           | Ryosuke Okuno      |     |
| 04           | Naoki Soma         |     |
| 05           | Akira Narahashi    |     |
| 06           | Koji Kumagai       |     |
| 07           | Yasuto Honda       |     |
| 08           | Tadatoshi Masuda   |     |
| 09           | Bismarck           | 69e |
| 10           | Yoshiyuki Hasegawa |     |
| 11           | Atsushi Yanagisawa | 85e |
|              |                    |     |
| Entraîneur : |                    |     |
| João Carlos  |                    |     |